# جبل سلطان
جبل سُلْطَان جبل يقع بشمال غربي الجمهورية التونسية، شمال غربي مدينة غار الدماء، قرب الحدود التونسية الجزائرية. يبلغ ارتفاعه 1150 م.